# 伊扎克·沙米尔
伊扎克·沙米尔（希伯來語：יִצְחָק שָׁמִיר，羅馬化：yiṣḥåq šåmiyr，1915年10月22日—2012年6月30日），以色列政治人物，曾于1983年10月至1984年9月、1986年10月至1992年7月两度担任以色列总理。他是以色列鷹派人士之一。

## 政治生涯
以色列建国前曾为犹太准军事组织莱希成员。1955年至1965年，在以色列情报机构摩萨德工作。1977年至1980年，担任以色列国会议长。1980年至1986年，担任以色列外交部部长。1983年接替貝京擔任利庫德黨主席及以色列總理。1984年大選後，與工黨組建聯合政府，他和工黨黨魁希蒙·佩雷斯協議輪流任總理兩年。1987年至1988年，担任以色列内政部部长。1990年，兼任以色列财政部部长。
1990年3月15日因工黨與利庫德集團出現政治分歧，工黨退出大聯合政府，沙米尔組成的聯合政府在不信任投票中落敗，雖然在不信任投票中落敗，但在佩雷斯領導的工黨組閣失敗後，沙米爾迅即與其他右派政黨組成聯合政府，當時被認為是以色列歷來最為右翼的聯合政府之一。

## 去世
2012年6月30日晚，伊扎克·沙米尔在特拉维夫去世，终年96岁。遺體葬於耶路撒冷的赫茨爾山。